# 評論社
株式会社評論社（ひょうろんしゃ）は、日本の出版社。1948年（昭和23年）創業。
愛知県出身の竹下みな（1919年（大正8年） - 2003年（平成15年）、愛知県立新城高等学校卒）・竹下郁代（いくしろ）が創業者。郁代はみなの夫。1948年から59年まで郁代が社長で、59年からみなが社長を務め、1986年（昭和61年）より会長だったが、2003年（平成15年）2月、自動車事故のため死去した。
当初は専門書の類が多かったが、内山賢次による『シートン動物記』がベストセラーになり、「テーブル式」で知られる学習参考書を発行。現在では、『指輪物語』などのファンタジー小説の古典や、児童文学を多く刊行している。

## 概要
- 代表取締役社長：竹下晴信
- 本社：東京都新宿区筑土八幡町2-21

## 主な出版作品
児童文学
- 『指輪物語』　現在[いつ?]出版されているものは、1992年（平成4年）版のもの（瀬田貞二、田中明子共訳）※ 文庫版で全10巻
  - 1972年（昭和47年）から1975年（昭和50年）にかけて日本で初めて出版されている（瀬田貞二訳）
- 『シルマリルの物語』
- 『ベレンとルーシエン』
- 『農夫ジャイルズの冒険 トールキン小品集』（ニグルの木の葉 他）
- 『プリデイン物語』
- 『アトランティスから来た男』シリーズ
- 『ワーストウイッチ』シリーズ
- 『ロアルド・ダール コレクション』
- 『グリーン・ノウ』シリーズ
- 『児童図書館・文学の部屋』シリーズ（小さなバイキングビッケ 他）
- 『ウォーターシップ・ダウンのうさぎたち』

その他
※ 1970年代に刊行された「東洋人の行動と思想」他。
- 『滑稽 　古代中国の異人たち 』（大室幹雄） のち岩波現代文庫）
- 『李白と杜甫』（高島俊男）　のち講談社学術文庫）
- 『ガンディーとネルー』（山折哲雄）
- 『科学十話 上下』（藤田良雄訳）
- 『上原専禄著作集』（全28巻）